# Nam Tau (gmina)
Nam Tau (khm. ឃុំណាំតៅ) – gmina w północno-zachodniej Kambodży, we wschodniej części prowincji Bântéay Méanchey, w dystrykcie Phnum Srok.

## Miejscowości
Na terenie gminy położonych jest 17 miejscowości:
- Rongvean
- Thmei Khang Tboung
- Thmei Khang Cheung
- Kouk Yeang
- Kouk Chas
- Chrab
- Kantuot
- Nam Tau
- Pongro
- Samraong
- Khnang
- Thnong Khang Tboung
- Thnong Khang Cheung
- Slaeng
- Ta Kong
- Yeang Otdam
- Ampel Kaong
- Kung Seim